# Cardiophorus atramentarius
Cardiophorus atramentarius är en skalbaggsart som beskrevs av Wilhelm Ferdinand Erichson 1840. Cardiophorus atramentarius ingår i släktet Cardiophorus, och familjen knäppare. Arten har ej påträffats i Sverige.